# فتح‌آباد (اسماعیلی)
فتح‌آباد روستایی در دهستان اسماعیلی بخش اسماعیلی شهرستان جیرفت استان کرمان ایران است.

## جمعیت
بر پایه سرشماری عمومی نفوس و مسکن در سال ۱۳۹۵ جمعیت این مکان ۱۸۷ نفر (۴۴خانوار) بوده‌است.